# Bluefin-21

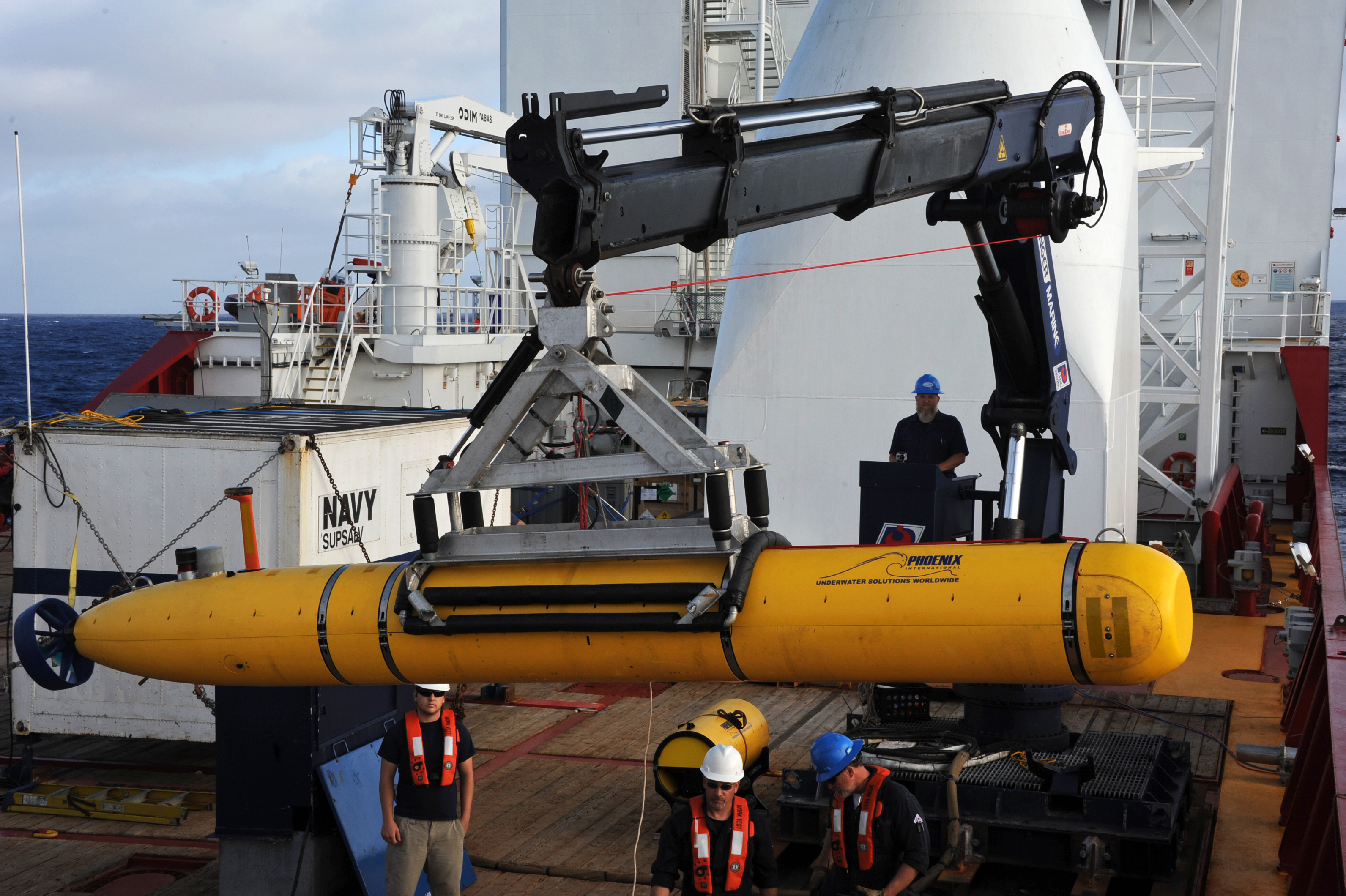
Bluefin-21, 14 april 2014

Bluefin-21 är ett autonomt undervattensfordon (AUV) som utvecklats av Bluefin Robotics för försvar, kommersiell eller vetenskaplig användning. Den fann sin mest kända användning i april 2014 i sökandet efter vraket av den saknade Malaysia Airlines Flight 370.

## Design
Bluefin-21 är torpedformad och har utbytbar nyttolast, t.ex. två Bluefin SandShark (autonomt mikro-undervattensfarkost), en UAV och batterikomponenter. Detta möjliggör snabb utplacering av roboten i olika uppdrag. Den har en modulär konstruktion som kan anpassas för att transportera en mängd olika sensorer och nyttolast samtidigt, vilket gör den lämplig för olika djuphavsuppdrag, inklusive havsundersökning , marin bergsdetektering , marinarkeologiska undersökningar , oceanografi , minröjning , och detektering av oexploderad ammunition.  Det tar ungefär två timmar att gå ner till havsbotten och ytterligare två timmar till ytan, med möjligheten att söka i sexton timmar.
Bluefin-21 drivs av nio litiumpolymerbatterier, som varje klassas på 1,5 kilowatt-timmar (5,4 MJ). Detta gör det möjligt för roboten att nå en toppfart på 4,6 knop (8,3 km/h) och en uthållighet på 25 timmar vid 3 knop.

## Last och navigering
Den typiska nyttolasten för Bluefin-21 består av en EdgeTech 2200-M sonar , EdgeTech DW-216 (underbottenkartläggning) och Reson 7125 echoer. Den kan också förses med en Prosilica svartvit kamera. Den har ett inbyggt lagringsutrymme med en kapacitet på fyra gigabyte med ett flashminne och kan utrustas med extra lagringsutrymme. Bluefin-21 använder ett tröghetsnavigationssystem för navigering. Dessutom använder den ett ultrakort baslinjesystem (USBL) för mer noggrannhet. 

## Anmärkningsvärda användningsområden
Artemis, en Bluefin-21 ägd av Phoenix International , användes ombord på ADV Ocean Shield i sökandet efter vraket av Malaysia Airlines Flight 370 genom att kartlägga Zenith-platån med en sidoskanner , kartlade 90 kvadratkilometer per dag. Artemis nådde på sitt femte uppdrag ett djup på 4 695 meter efter att ha misslyckats med att hitta några vrak i de tidigare försöken. Det antas ha kostat 1 miljon dollar för detta uppdrag. Den 22 april rapporterades att Artemis var på sitt nionde uppdrag. Artemis användes på 25 uppdrag över 21 arbetsdagar och samlade 370 timmars söktid medan de täckte 250 kvadratmiljoner av havsbottnen. 

## Specifikationer
Specifikationerna för Bluefin-21 är:
```
   Längd: 4,93 m
   Diameter: 533 mm (21,0 tum)
   Vikt (torr) : 750 kg (1,650 lb) (flytvikt 7,3 kg (16 lb)
   Max hastighet: 4,5 kn (8,3 km / h, 5,2 mph)
   Uthållighet: 25 timmar vid 3 knop
   Djupbedömning: 4.500 m (14.800 ft)
   Energikapacitet: 9 × litiumpolymerbatterier vardera värderade till 1,5 kWh (5,4 MJ)
   Total energikapacitet: 13,5 kWh (49 MJ)
```